# ديفيد بروس ديل
ديفيد بروس ديل (بالإنجليزية: David Bruce Dill)‏ هو عالم وظائف الأعضاء أمريكي، ولد في 1891، وتوفي في 1986.